# Рінхнах
Рінхнах (нім. Rinchnach) — громада в Німеччині, розташована в землі Баварія. Підпорядковується адміністративному округу Нижня Баварія. Входить до складу району Реген.
Площа — 40,20 км2. Населення становить 3043 ос. (станом на 31 грудня 2020).